# 尧坝镇
尧坝镇位于中国四川省泸州市合江县，处于泸赤路（泸州-赤水）中段。是中国历史文化名镇之一。又称尧坝场，古称“瑶坝”、“遥坝”。
全镇总面积64平方公里，辖19个行政村、1个社区，人口3万。集镇面积1.2平方公里，常住人口6000人。
北宋元丰年间合江设军事要寨尧坝寨，明代洪武年间始建场镇。
尧坝是美学专家王朝闻、著名导演凌子风的故乡。
《狂》、《大鸿米店》、《山风》、《泸州起义》、《英雄无界》、 《功夫骄子》等十余部影视片在此取景拍摄。

## 行政区划
尧坝镇下辖以下地区：
尧坝社区、白村、团结村、井桥村、向石塔村、上湾村、识字村、天堂坝村、鼓楼山村和仙顶村。